# Mèo Highlander
Mèo Highlander (còn được gọi là Mèo lông ngắn Highlander, và tên gọi ban đầu là Mèo Highland Lynx), là một giống mèo thử nghiệm. Ngoại hình độc đáo của mèo Highlander xuất phát từ việc phối giống có chủ ý giữa giống Mèo Sa mạc Lynx và Mèo rừng Curl, cũng mới được phát triển gần đây. Loại thứ hai trong số này có một số tổ tiên không phải là mèo nhà, mà từ hai loài mèo nhỏ châu Á, mèo báo và mèo ri, làm cho giống mèo Highlander trở thành một giống mèo lai, mặc dù nguồn gốc tổ tiên của nó chủ yếu là mèo nhà.

## Hình dáng bề ngoài
Mèo Highlander có nguồn gốc từ việc lai giống thử nghiệm hai giống mèo: Mèo Sa mạc Lynx và Mèo rừng Curl, với mục đích nhằm lấy hình dáng đôi tai của mèo rừng Curl, vốn có hình dạng uốn cong cho giống mèo sa mạc Lynx. Như giống mèo sa mạc Lynx, đuôi của giống mèo Highlander thường ngắn, hay thậm chí cụt, có đốm hoặc có đường hoa văn cẩm thạch, tương tự mèo cụt đuôi. Highlander có một trán dài dốc và mõm cùn với một cái mũi rất rộng. Chúng có đôi mắt to và đôi tai thẳng đứng, hơi chút cong và hơi nằm về phía sau. Một số có bàn chân bị dị tật nhiều ngón (polydactyl) Mèo Highlander chưa được nghiên cứu về các vấn đề sức khỏe và độ ưa nước. Cơ thể giống mèo này vạm vỡ và rất cơ bắp. Con cái có thể có trọng lượng từ 10 đến 14 pound, và con đực có trọng lượng nhỉnh hơn, nằm trong khoảng từ 15 đến 20 pound. Mặc dù "trông có vẻ là một con mèo lớn xác", Highlander là một con mèo luôn hướng tới con người, thân thiện và vui tươi, rất năng động và tự tin.